# Eunidia aspersa
Eunidia aspersa là một loài bọ cánh cứng trong họ Cerambycidae.